# William Beebe
Charles William Beebe (29 de julio de 1877 – 4 de junio de 1962) fue un naturalista estadounidense, explorador y autor de Ser naturalista es mejor que ser un Rey.
Nació en el seno de una familia acomodada del distrito de Brooklyn, Nueva York. Estudió zoología en la Universidad de Columbia y trabajó como cuidador de aves en la Sociedad Zoológica de Nueva York. Dejó dicho trabajo para entregarse a una vida aventurera, viajando por Asia y Suramérica acompañado de varias ayudantes.
A mediados de los años 1920 viajó a las islas Galápagos, donde comenzó a realizar inmersiones en alta mar. Más tarde formó equipo con Otis Barton, quien provenía de una familia muy rica y aportó los 12.000 dólares que le permitieron diseñar y construir la primera batisfera, mérito que erróneamente suele atribuirse a Beebe. En 1930, con la primera inmersión de la batisfera, lograron descender a una profundidad de 183 m, estableciendo un récord mundial, y en 1934 lograron superar el récord de descenso anterior, alcanzando los 923 metros de profundidad, marca que se mantuvo hasta pasada la Segunda Guerra Mundial. Después de ese evento, Beebe perdió el interés por las inmersiones y se dedicó al estudio de la zoología y la entomología tropical en las selvas de Trinidad y Venezuela.

## Obra
Beebe escribió múltiples libros de sus expediciones, algunos fueron grandes ventas, siendo especialmente interesantes sus exploraciones en el mar. Entre los libros de divulgación que escribió destacan Galápagos, fin del mundo y Días en la selva, además de otros libros con temas como la fauna, la flora, o la ornitología.
- Two Birds Lovers in Mexico, 1905
- The Birds: Its Form and Function, 1906
- Tropical Wild Life, 1917
- Monograph of the Pheasants, 1918-1922 (4 tomos)
- Jungle Peace, 1918
- Galápagos, World's End, 1923
- Jungle's Days, 1925
- The Arcturus Adventure: Beneath Tropic Seas, 1928
- Half Mile Down, 1934
- Book of Bays, 1942
- The Book of Naturalists, 1945
- High Jungle, 1949

- Datos: Q956868
- Multimedia: William Beebe / Q956868
- Especies: Charles William Beebe